# Tristan Lamasine
Tristan Lamasine (Thiais, 5 marzo 1993) è un tennista francese.
Ha ottenuto i migliori risultati in doppio, con diversi titoli nel circuito Challenger e l'85º posto del ranking ATP raggiunto nel giugno 2016. In singolare ha vinto un solo titolo Challenger ed è stato 181º della graduatoria mondiale nell'agosto 2015.

## Carriera

### Juniores
Gioca solo cinque tornei nell'ITF Junior Circuit tra il 2008 e il 2011, nel torneo di singolare ragazzi del Roland Garros 2011 raggiunge la semifinale e viene sconfitto in tre set da Bjorn Fratangelo.

### 2010-2013, inizi da professionista e primi titoli ITF
Fa il suo esordio tra i professionisti nel 2010 in un torneo ITF francese e nel marzo dell'anno successivo gioca il primo Challenger a Rimouski. Nel 2011 disputa per la prima volta le qualificazioni in singolare di un torneo del circuito maggiore a Metz e viene eliminato. Nel marzo 2013 alza il primo trofeo da professionista vincendo il torneo di doppio nell'ITF Vietnam F1, e dopo aver vinto in aprile ancora in doppio il Greece F4, vince il primo titolo in singolare in ottobre al France F18, battendo in finale Vincent Millot.

### 2014-2015, primi titoli Challenger

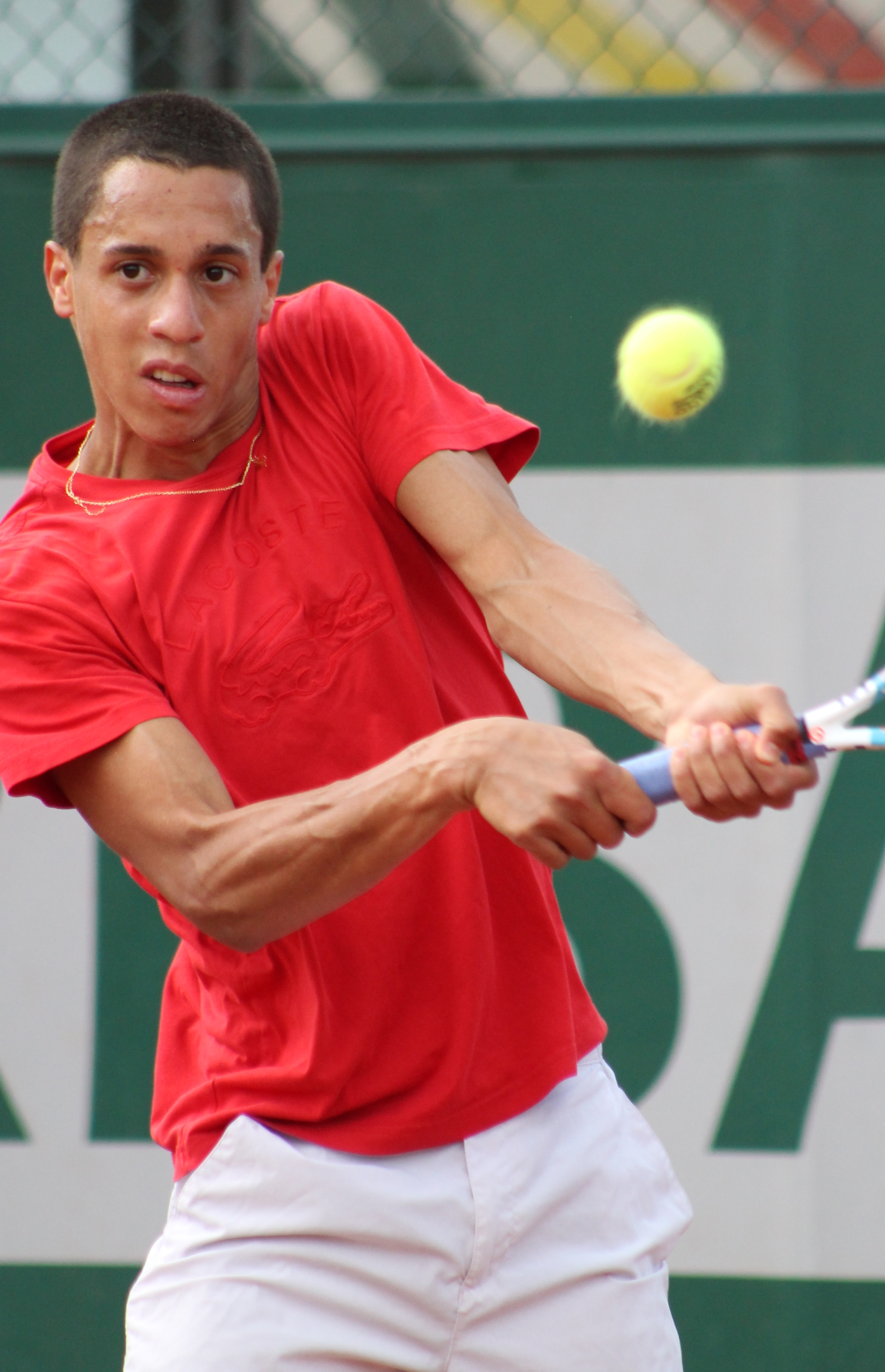
Lamasine al Roland Garros 2015

A maggio del 2014 viene eliminato alle qualificazioni del Roland Garros in singolare; partecipa con una wild-card al torneo di doppio e al suo esordio nel circuito maggiore viene sconfitto al primo turno. Il mese dopo vince il primo titolo Challenger a Blois, dove in coppia con Laurent Lokoli sconfigge nella finale del doppio Guillermo Durán / Máximo González. Viene quindi eliminato in singolare nelle qualificazioni ai tornei ATP di 
Gstaad e Vienna. Nel 2015 viene eliminato nelle qualificazioni in singolare in tutte e quattro le prove del Grande Slam e in doppio viene nuovamente sconfitto al primo turno al Roland Garros. In luglio si impone sia in singolare che in doppio al Challenger di Tampere; in singolare supera tra gli altri Jarkko Nieminen e Jürgen Melzer, e in finale batte André Ghem per 6-3, 6-2. Con questo risultato porta il proprio miglior ranking al 181º posto e resterà l'unico trofeo Challenger in singolare della carriera. Nel corso della stagione vince in doppio anche i Challenger di Stettino, Orléans e Città di Ho Chi Minh.

### 2016, tre titoli Challenger e top 100 del ranking in doppio, primi incontri vinti nel circuito maggiore
Nella prima parte del 2016 gioca due finali Challenger in doppio, vince quella di Quimper e in maggio fa il suo ingresso nella top 100 del ranking. Al Roland Garros vince il primo incontro nel circuito maggiore nel torneo di doppio battendo in coppia con Albano Olivetti gli specialisti Wesley Koolhof / Matwe Middelkoop ed escono di scena al secondo turno per mano di Ivan Dodig / Marcelo Melo. Con la vittoria nel successivo torneo di doppio al Challenger di Lione si porta all'85º posto mondiale. Conferma il buon momento superando le qualificazioni in singolare e in doppio a Wimledon, per poi essere eliminato al primo turno. Poco dopo si qualifica anche a Bastad, dove viene subito eliminato da Calvin Hemery, e a Gstaad, dove invece ottiene il primo successo in singolare in un torneo ATP a spese di Radu Albot, prima di essere sconfitto da Albert Ramos Viñolas. Disputa quindi altre due finali Challenger in doppio, in agosto vince quella di Gatineau e a fine settembre perde quella di Sibiu.

### 2017-2018, discesa in classifica
Nel 2017 non ripete le prestazioni dell'anno precedente e perde posizioni nel ranking. I migliori risultati arrivano dai Challenger, in singolare raggiunge le semifinali solo a Tigre e a Lione e a luglio esce definitivamente dalla top 200. In doppio disputa tre finali, vincendo quelle di Nouméa e Sophia-Antipolis; il miglior ranking stagionale è la 121ª posizione. L'anno dopo peggiora ulteriormente, in singolare si trova alla 487ª del ranking in giugno, e in seguito non va oltre la semifinale nel Challenger di Tampere. Comincia bene invece la stagione di doppio con la semifinale raggiunta in febbraio assieme a Lucas Pouille al torneo ATP di Montpellier, il suo miglior risultato nel circuito maggiore. In seguito vince solo due tornei ITF e perde dieci negli ultimi undici incontri disputati a fine anno, a novembre scende alla 379ª posizione.

### 2019, un titolo Challenger in doppio e risalita
Nella prima parte del 2019 ottiene discreti risultati nei Challenger in entrambe le specialità. In maggio viene sconfitto in singolare dall'emergente Jannik Sinner nelle qualificazioni del torneo ATP di Lione, viene ripescato come lucky loser e al primo turno supera lo stesso Sinner prima di essere eliminato dalla testa di serie nº 1 Nikoloz Basilašvili. Nel 2019 raggiunge inoltre tre semifinali Challenger in singolare e risale fino alla 219ª posizione mondiale. Fa progressi anche in doppio, nella prima parte della stagione disputa una finale e due semifinali Challenger, raggiunge con Enzo Couacaud il secondo turno al Roland Garros e in ottobre torna a vincere un torneo Challenger dopo oltre due anni e mezzo a Ismaning, risalendo fino alla 178ª posizione.

### 2020-2023, un titolo Challenger in doppio
All'esordio stagionale del 2020 raggiunge i quarti di finale in singolare al Challenger di Nouméa e nel prosieguo della stagione non supera mai il secondo turno. In doppio gioca solo cinque tornei e viene sconfitto in finale a Trieste. Inizia il 2021 battendo Egor Gerasimov al primo turno nel torneo ATP di Adalia, ottenendo la sua terza vittoria ATP in singolare in carriera. Nel resto della stagione gioca quasi esclusivamente nei tornei Challenger senza mai superare i quarti di finale in singolare. In doppio vince un titolo a Biella in marzo e perde la finale a Lione in giugno. Nel 2022 e 2023 gioca quasi esclusivamente nei tornei ITF con discreto successo, gli unici risultati di rilievo nei Challenger è la finale raggiunta nell'aprile 2022 in doppio a Praga e la semifinale in singolare nel 2023 all'Hamburg Challenger. Nell'agosto 2022 esce dalla top 500 in singolare e nell'aprile 2023 esce dalla top 600 in doppio.

### 2024-2025
Non compie progressi negli anni successivi, nel 2024 gioca soprattutto nei Challenger, raggiunge una semifinale in doppio , mentre in singolare raggiunge una volta i quarti di finale. Nel 2025 è impegnato quasi esclusivamente nei tornei ITF, disputa alcuni rari tornei Challenger in singolare senza risultati di rilievo.

## Statistiche
Aggiornate al 28 luglio 2025.

### Tornei Challenger

#### Singolare

##### Vittorie (1)
| N. | Data           | Torneo                | Superficie  | Avversario in finale | Punteggio |
| 1. | 26 luglio 2015 | Tampere Open, Tampere | Terra rossa | André Ghem           | 6–3, 6–2  |

#### Doppio

##### Vittorie (12)
| N.  | Data              | Torneo                                       | Superficie    | Compagno         | Avversari in Finale                         | Punteggio        |
| 1.  | 14 giugno 2014    | Internationaux de Tennis de Blois, Blois     | Terra rossa   | Laurent Lokoli   | Guillermo Durán Máximo González             | 7–5, 6–0         |
| 2.  | 25 luglio 2015    | Tampere Open, Tampere                        | Terra rossa   | André Ghem       | Harri Heliövaara Patrik Niklas-Salminen     | 7–6(5), 7–6(4)   |
| 3.  | 19 settembre 2015 | Szczecin Open, Stettino                      | Terra rossa   | Fabrice Martin   | Federico Gaio Alessandro Giannessi          | 6–3, 7–6(4)      |
| 4.  | 3 ottobre 2015    | Open d'Orléans, Orléans                      | Cemento (i)   | Fabrice Martin   | Ken Skupski Neal Skupski                    | 6–4, 7–6(2)      |
| 5.  | 17 ottobre 2015   | Vietnam Open, Città di Ho Chi Minh           | Cemento       | Nils Langer      | Saketh Myneni Sanam Singh                   | 1–6, 6–3, [10–8] |
| 6.  | 5 marzo 2016      | Open Quimper, Quimper                        | Cemento (i)   | Albano Olivetti  | Nikola Mektić Antonio Šančić                | 6–2, 4–6, [10–7] |
| 7.  | 11 giugno 2016    | Open de Lyon, Lione                          | Terra rossa   | Grégoire Barrère | Jonathan Eysseric Franko Škugor             | 2–6, 6–3, [10–6] |
| 8.  | 13 agosto 2016    | Challenger de Gatineau, Gatineau             | Cemento       | Franko Škugor    | Jarryd Chaplin John-Patrick Smith           | 6–3, 6–1         |
| 9.  | 6 gennaio 2017    | Internationaux de Nouvelle-Calédonie, Nouméa | Cemento       | Quentin Halys    | Adrián Menéndez Maceiras Stefano Napolitano | 7–6(9), 6–1      |
| 10. | 8 aprile 2017     | Sophia Antipolis Open, Sophia-Antipolis      | Terra rossa   | Franko Škugor    | Uladzimir Ihnacik Jozef Kovalík             | 6–2, 6–2         |
| 11. | 19 ottobre 2019   | Ismaning Challenger, Ismaning                | Sintetico (i) | Quentin Halys    | Jamie Cerretani Maxime Cressy               | 6–3, 7-5         |
| 12. | 13 marzo 2021     | Biella Challenger Indoor III, Biella         | Cemento (i)   | Quentin Halys    | Denys Molčanov Serhij Stachovs'kyj          | 6–1, 2-0 rit.    |

##### Finali perse (7)
| N. | Data              | Torneo                                             | Superficie  | Compagno          | Avversari in Finale                     | Punteggio            |
| 1. | 8 gennaio 2016    | Internationaux de Nouvelle-Calédonie, Nouméa       | Cemento     | Grégoire Barrère  | Julien Benneteau Édouard Roger-Vasselin | 6(4)–7, 6–3, [5–10]  |
| 2. | 24 settembre 2016 | Sibiu Open, Sibiu                                  | Terra rossa | Jonathan Eysseric | Robin Haase Tim Pütz                    | 4–6, 2–6             |
| 3. | 30 settembre 2017 | Open d'Orléans, Orléans                            | Cemento (i) | Jonathan Eysseric | Guillermo Durán Andrés Molteni          | 3–6, 7–6(4), [11–13] |
| 4. | 6 aprile 2019     | Sophia Antipolis Open, Sophia-Antipolis            | Terra rossa | Enzo Couacaud     | Thiemo de Bakker Robin Haase            | 4–6, 4–6             |
| 5. | 29 agosto 2020    | Internazionali di Tennis Città di Trieste, Trieste | Terra rossa | Hugo Gaston       | Ariel Behar Andrej Golubev              | 4–6, 2–6             |
| 6. | 12 giugno 2021    | Open de Lyon, Lione                                | Terra rossa | Albano Olivetti   | Martín Cuevas Pablo Cuevas              | 3–6, 6(2)–7          |
| 7. | 23 aprile 2022    | TK Sparta Praga Challenger, Praga                  | Terra rossa | Lucas Pouille     | Szymon Walków Francisco Cabral          | 2–6, 6(12)–7         |